# Lars Ricken
Lars Ricken (Dortmund, 10 de Julho de 1976) é um ex-futebolista alemão. Defendeu durante toda sua carreira o Borussia Dortmund.

## Carreira

### Borussia Dortmund
Ricken chegou ao Borussia Dortmund aos catorze anos. Apenas três anos depois, fez sua estreia profissional em 8 de março de 1994, na derrota para o Stuttgart (2 a 1). A partir da temporada seguinte, passou a ter regularidade na equipe. Um dos seus maiores momentos na carreira, foi na final da Liga dos Campeões de 1997, quando após apenas dezesseis segundos em campo, marcou um golaço por cobertura sobre Peruzzi, batendo o recorde de tento mais rápido. Antes desse título, havia conquistado um bi alemão, tendo uma participação importante.
A partir de então, Ricken passou a sofrer durante as temporadas com seguintes lesões. Nesse mesmo período, estreou com a camisa da Nationalelf em 10 de setembro de 1997, contra a Armênia. Posteriormente, acabou perdendo a chance de disputar a Copa do Mundo de 1998 e a Eurocopa 2000, porém, conseguiu fazer parte da primeira participação de sua seleção na Copa das Confederações de 1999.
Mais tarde, conseguiu uma boa sequência, sendo importante na conquista do título alemão de 2002 e, o vice-campeonato da Copa da UEFA. Devido a isso, conseguiu participar da Copa do Mundo de 2002, porém não disputou nenhuma partida. Após sua volta da seleção, sofreu com seguidas lesões, novamente, não conseguindo uma regularidade na equipe. Com isso, acabou sendo "rebaixado" a equipe reserva durante diversas vezes.

### Aposentadoria
Não conseguindo mais se livrar das sucessivas lesões, além de não ser mais relacionado para a equipe principal, Ricken tentou durante algumas vezes voltar aos velhos tempos, indo treinar no Columbus Crew, dos Estados Unidos inclusive, mas não tendo resultados esperados. Com isso, anunciou sua aposentadoria oficialmente em 16 de fevereiro de 2009.

## Títulos
Borussia Dortmund
- Ligados Campeões da UEFA: 1996–97
- Bundesliga: 1994–95, 1995–96 e 2001–02
- Supercopa da Alemanha: 1995 e 1996
- Copa Intercontinental: 1997